# Liste der Monuments historiques in Connantray-Vaurefroy
Die Liste der Monuments historiques in Connantray-Vaurefroy führt die Monuments historiques in der französischen Gemeinde Connantray-Vaurefroy auf.

## Liste der Objekte
| Bezeichnung                               | Beschreibung                                                                            | Standort                        | Kennzeichnung | Schutzstatus | Datum | Bild |
| ----------------------------------------- | --------------------------------------------------------------------------------------- | ------------------------------- | ------------- | ------------ | ----- | ---- |
| Skulptur Heiliger Hilarius                | Holz, 18. Jahrhundert                                                                   | in der Kirche St-Hilaire (Lage) | PM51002813    | Inscrit      | 1978  |      |
| Skulptur Heilige Tancha                   | Holz, 17. Jahrhundert                                                                   | in der Kirche St-Hilaire (Lage) | PM51002812    | Inscrit      | 1978  |      |
| Kruzifix                                  | Holz, 18. Jahrhundert                                                                   | in der Kirche St-Hilaire (Lage) | PM51002815    | Inscrit      | 1978  |      |
| Wandvertäfelung des Chorraums             | Holz, 18. Jahrhundert                                                                   | in der Kirche St-Hilaire (Lage) | PM51002817    | Inscrit      | 1978  |      |
| Skulptur Heilige Katharina                | Stein, 16. Jahrhundert                                                                  | in der Kirche St-Hilaire (Lage) | PM51002819    | Inscrit      | 1978  |      |
| Zwei Skulpturen: Christus und ein Apostel | am Tabernakel; Holz, 18. Jahrhundert                                                    | in der Kirche St-Hilaire (Lage) | PM51002811    | Inscrit      | 1978  |      |
| Skulptur Madonna mit Kind                 | Holz, 18. Jahrhundert                                                                   | in der Kirche St-Hilaire (Lage) | PM51002814    | Inscrit      | 1978  |      |
| Hauptaltar                                | Altartisch, Tabernakel und Retabel; Holz, farbig gefasst und vergoldet, 18. Jahrhundert | in der Kirche St-Hilaire (Lage) | PM51002818    | Inscrit      | 1978  |      |
| Kommuniontisch                            | Schmiedeeisen, 18. oder 19. Jahrhundert                                                 | in der Kirche St-Hilaire (Lage) | PM51002816    | Inscrit      | 1978  |      |